# Municipio de Sherman (condado de Putnam)
El municipio de Sherman (en inglés: Sherman Township) es un municipio ubicado en el condado de Putnam en el estado estadounidense de Misuri. En el año 2010 tenía una población de 114 habitantes y una densidad poblacional de 1,1 personas por km².

## Geografía
El municipio de Sherman se encuentra ubicado en las coordenadas 40°32′11″N 93°9′2″O / 40.53639, -93.15056. Según la Oficina del Censo de los Estados Unidos, el municipio tiene una superficie total de 103.89 km², de la cual 103,65 km² corresponden a tierra firme y (0,23 %) 0,24 km² es agua.

## Demografía
Según el censo de 2010, había 114 personas residiendo en el municipio de Sherman. La densidad de población era de 1,1 hab./km². De los 114 habitantes, el municipio de Sherman estaba compuesto por el 97,37 % blancos, el 0,88 % eran afroamericanos y el 1,75 % eran de una mezcla de razas. Del total de la población el 0 % eran hispanos o latinos de cualquier raza.